# Gustaf von Hofsten (1880–1955)
Gustaf Adolf von Hofsten, född 7 december 1880 på Kilagården i Västra Gerums socken, död där 28 september 1955, var en svensk jordbrukare.
Gustaf von Hofsten var son till Nils von Hofsten. Efter mogenhetsexamen i Skara 1900 utexaminerade han från Alnarps lantbruksinstitut 1904. Han blev 1904 förvaltare för fädernegodset Kilagården, som han 1920 blev ägare till. Kilagården kom att bli avelscentrum för svensk röd och vit boskap 1928. Von Hofsten var vice ordförande 1931–1939 och från 1939 ordförande i avelsföreningen för svensk röd och vid boskap samt ordförande i kontrollnämnden över avelsbesättningar från 1934 och i styrelsen för Institutet för husdjursförädling från 1940. Han var engagerad i Skaraborgs läns hushållningssällskap, där han tillhörde förvaltningsutskottet 1922–1930 och åter från 1931. Därtill var han bland annat ordförande i Skaraborgs läns lantarbetsgivareförening från 1938 och dess egnahemsnämnd från 1940 samt ledamot av styrelsen för Skara veterinärinrättning från 1919. År 1925 blev han ordförande i Skaraborgs läns fröodlingsförening och 1943 i Skaraborg läns oljeväxtodlareförening. Från 1935 var han ordförande i styrelsen för Jordbrukarbankens avdelningskontor i Skara. Han invaldes 1928 i Lantbruksakademien och erhöll 1940 Skaraborgs läns hushållningssällskaps stora guldmedalj.